# Берека лікарська (Новоушицький декоративний розсадник)
Бере́ка лі́карська — ботанічна пам'ятка природи місцевого значення в Україні. Об'єкт природно-заповідного фонду Хмельницької області. 
Розташована в межах Новоушицького району Хмельницької області, на південний захід від смт Нова Ушиця. 
Площа 0,02 га. Статус присвоєно згідно з рішенням 17 сесії облради від 17.12.1993 року № 3. Перебуває у віданні ДП «Новоушицький лісгосп» (Новоушицький декоративний розсадник, кв. 1, вид. 30). 
Статус присвоєно для збереження одного дерева (берека) віком 86 років рідкісної форми.